# قو هونج
قو هونج (بالصينية: 郭红) هي دراجة صينية، ولدت في 31 أكتوبر 1991.

## وصلات خارجية
- قو هونج على موقع إحصائيات الدراجات الإحترافية (الإنجليزية)